# Stryn
Stryn este o comună din provincia Sogn og Fjordane, Norvegia.